# Saint-Priest (Ardèche)
Pour les articles homonymes, voir Saint-Priest (homonymie).
Saint-Priest [sɛ̃pʁi] est une commune française, située dans le département de l'Ardèche en région Auvergne-Rhône-Alpes.
Les habitants sont appelés les Saint-Priéroux et les Saint-Priérounes.

## Géographie
Le bourg est situé au pied du col de l'Escrinet mais la commune s'étend du plateau du Coiron au sud, jusqu'à la ville-préfecture de Privas à l'est et jusqu'au mont Charray au nord-ouest. La commune est traversée par l'Ouvèze qui prend sa source à proximité du col de l'Escrinet.

### Géologie et relief
Le relief communal varie d'un minimum d'altitude de 278 m d'altitude (au niveau de l'ancien chemin de fer) et à un maximum à 1 019 m d'altitude (au niveau du sommet de Blandine et du Charay).

### Climat
Pour des articles plus généraux, voir Climat d'Auvergne-Rhône-Alpes et Climat de l'Ardèche.
En 2010, le climat de la commune est de type climat méditerranéen franc, selon une étude du CNRS s'appuyant sur une série de données couvrant la période 1971-2000. En 2020, Météo-France publie une typologie des climats de la France métropolitaine dans laquelle la commune est exposée à un climat de montagne ou de marges de montagne et est dans la région climatique  Provence, Languedoc-Roussillon, caractérisée par une pluviométrie faible en été, un très bon ensoleillement (2 600 h/an), un été chaud (21,5 °C), un air très sec en été, sec en toutes saisons, des vents forts (fréquence de 40 à 50 % de vents > 5 m/s) et peu de brouillards. 
Pour la période 1971-2000, la température annuelle moyenne est de 11,7 °C, avec une amplitude thermique annuelle de 17,6 °C. Le cumul annuel moyen de précipitations est de 1 304 mm, avec 7,7 jours de précipitations en janvier et 4,9 jours en juillet. Pour la période 1991-2020, la température moyenne annuelle observée sur la station météorologique de Météo-France la plus proche, « Berzème Rad », sur la commune de Berzème à 7 km à vol d'oiseau, est de 11,7 °C et le cumul annuel moyen de précipitations est de 1 167,3 mm,. Pour l'avenir, les paramètres climatiques de la commune estimés pour 2050 selon différents scénarios d'émission de gaz à effet de serre sont consultables sur un site dédié publié par Météo-France en novembre 2022.

### Hydrographie
Le territoire communal est traversé dans toute sa longueur par l'Ouvèze, un affluent de l'Ardèche et dont il abrite la source au col de l'Escrinet.

### Voies de communication
Le territoire communal est traversé par la route départementale n° 104 (RD 104), ancienne route nationale (RN 104) jusqu'à son déclassement en 1972.

## Urbanisme

### Typologie

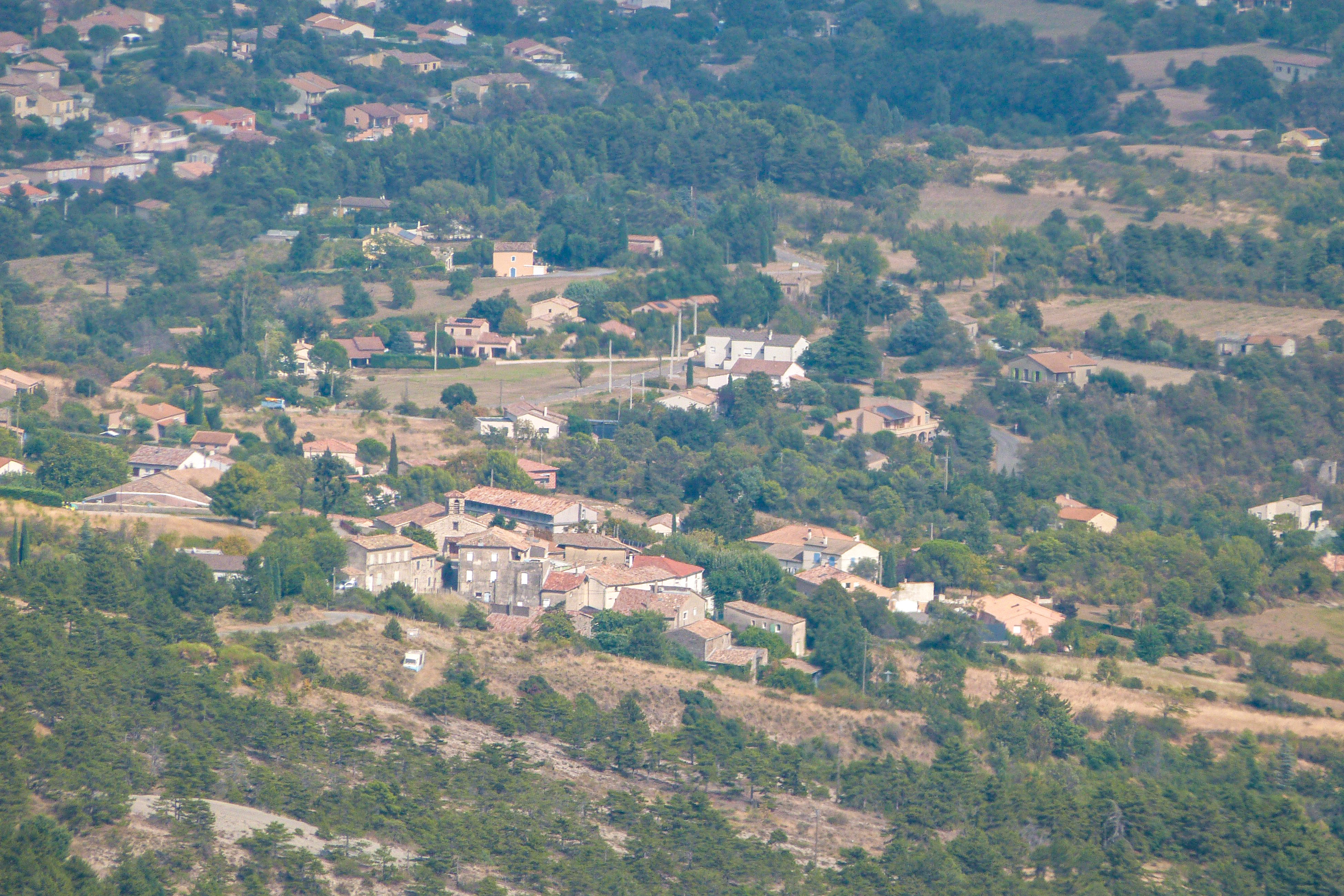
Le village et ses alentours en août 2024.

Au 1er janvier 2024, Saint-Priest est catégorisée commune rurale à habitat dispersé, selon la nouvelle grille communale de densité à 7 niveaux définie par l'Insee en 2022.
Elle appartient à l'unité urbaine de Privas, une agglomération intra-départementale dont elle est une commune de la banlieue,. Par ailleurs la commune fait partie de l'aire d'attraction de Privas, dont elle est une commune de la couronne,. Cette aire, qui regroupe 24 communes, est catégorisée dans les aires de moins de 50 000 habitants,.

### Occupation des sols
L'occupation des sols de la commune, telle qu'elle ressort de la base de données européenne d’occupation biophysique des sols Corine Land Cover (CLC), est marquée par l'importance des forêts et milieux semi-naturels (80,6 % en 2018), une proportion sensiblement équivalente à celle de 1990 (80,4 %). La répartition détaillée en 2018 est la suivante : 
milieux à végétation arbustive et/ou herbacée (39,8 %), forêts (39,5 %), zones agricoles hétérogènes (9,2 %), prairies (5,6 %), zones urbanisées (4,6 %), espaces ouverts, sans ou avec peu de végétation (1,4 %).
L'évolution de l’occupation des sols de la commune et de ses infrastructures peut être observée sur les différentes représentations cartographiques du territoire : la carte de Cassini (XVIIIe siècle), la carte d'état-major (1820-1866) et les cartes ou photos aériennes de l'IGN pour la période actuelle (1950 à aujourd'hui).

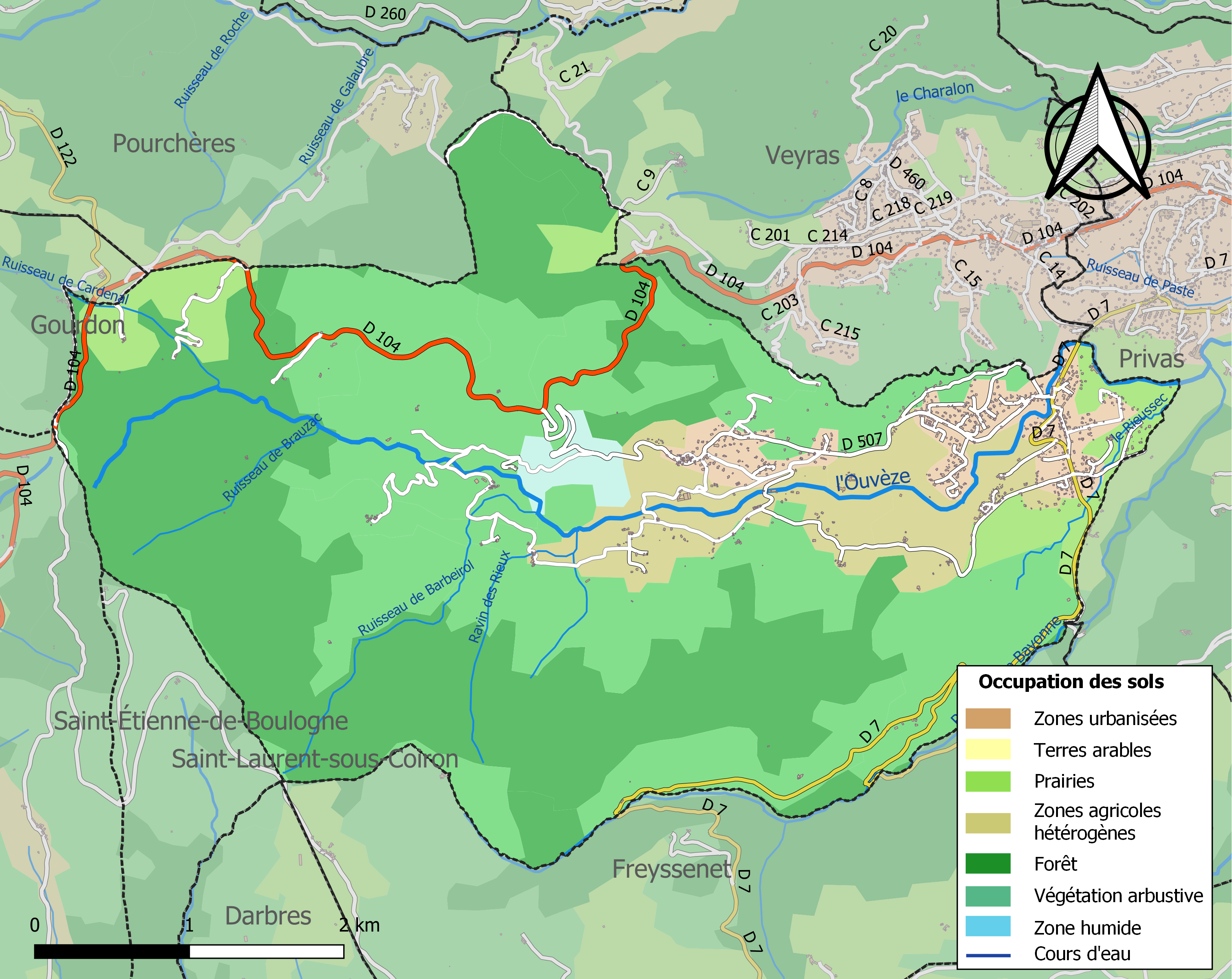
Carte des infrastructures et de l'occupation des sols de la commune en 2018 (CLC).

### Risques naturels

#### Risques sismiques
La totalité du territoire de la commune de Saint-Priest est situé en zone de sismicité no 3 (sur une échelle de 1 à 5), comme la plupart des communes situées dans la vallée du Rhône et la Basse Ardèche, mais en limite orientale de la zone no 2 qui correspond au plateau ardéchois.
| Type de zone | Niveau            | Définitions (bâtiment à risque normal) |
| ------------ | ----------------- | -------------------------------------- |
| Zone 3       | Sismicité modérée | accélération = 1,1 m/s2                |

## Histoire
Jusqu'à un passé proche, Saint-Priest a abrité plusieurs mines de fer dont un puits est inscrit monument historique. Le passé industriel de la commune a aussi été marqué par la présence de moulinages à soie.

### Le château d'Entrevaux

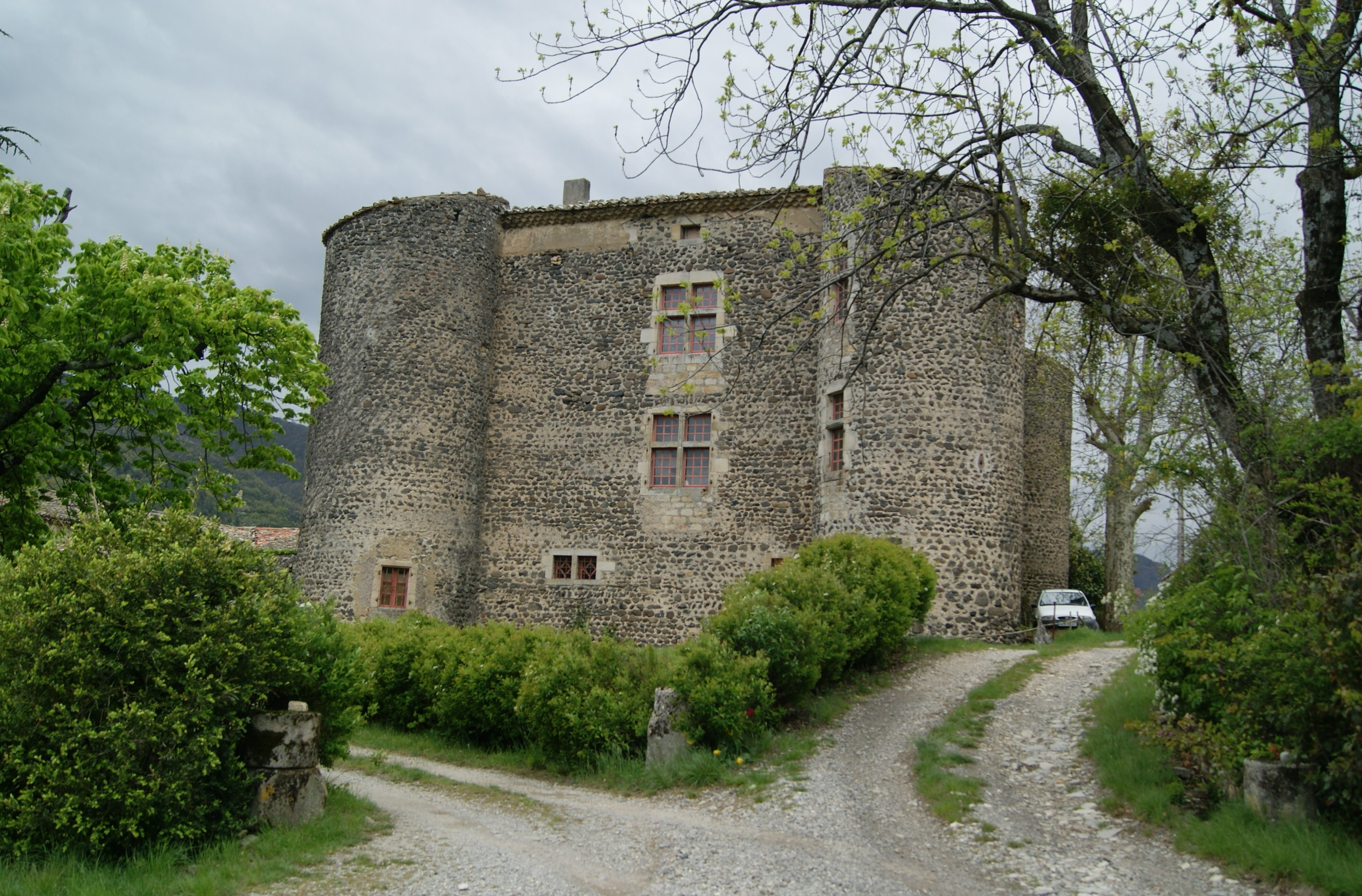
Le château d'Entrevaux.

Situé à 4 km au sud-ouest de Privas, vers le plateau du Coiron, le château d'Entrevaux, est un des rares exemples d'habitations seigneuriales du Vivarais aussi bien conservées.
Le corps de logis, rectangle de 44 m sur 22 m, a des murailles épaisses de 80 cm faites de pierres volcaniques, particulièrement résistantes aux boulets. L'ensemble, flanqué aux angles de quatre tours rondes de 5,50 m de diamètre, arasées après le siège de privas en 1629, présente un aspect imposant. Le château primitif remontait au XIIe siècle. En effet, des historiens ont trouvé des traces de hourd. Cependant, aucun document d'archive n'en apporte la preuve irréfutable. Cette forteresse, construite selon les règles de l'art (murs épais, fossés de huit mètres de large, porte sur la face sud) et difficilement prenable, connaît de nombreux remaniements au cours des âges ; l'intérieur du château quant à lui fut peu modifié en raison de l'épaisseur des murs.
Le château d'Entrevaux, au début du XVIe siècle, fut restauré comme beaucoup de demeures seigneuriales françaises, à la mode italienne importée par une aristocratie éblouie par les réussites de la Renaissance italienne. Le décor italien va peu à peu se juxtaposer à de nombreux bâtiments français grâce à l’arrivée d’architectes et décorateurs florentins ou romains qui transformèrent ces habitations, apportant le confort intérieur et de larges ouvertures. Les principales modifications extérieures eurent pour but de rendre la façade sud moins vulnérable devant les canons au tir tendu : deux murs sont appuyés aux deux tours sud entourant une basse-cour ; un bâtiment est construit en saillie à l'ouest.
Les textes montrent que le château aurait été assiégé et pillé au XVe siècle par une bande de routiers qui se seraient attaqués ensuite au monastère Saint-Michel, au somment du Charay.
C'est surtout à l'époque des guerres de religion que les seigneurs d'Entrevaux jouèrent un rôle important, en particulier lors du siège de Privas. Le protestant René de Bénéfice de Cheylus, sieur d'Entrevaux se rend et remet son château au roi Louis XIII. Le château d'Entrevaux accueillit Richelieu en mai 1629, pendant le siège de Privas à l'encontre des huguenots. C'est Richelieu, le puissant ministre de Louis XIII, ainsi que le comte de Soissons qui s'y installent afin de coordonner l'organisation du siège de la ville proche. Le château est attaqué dans la nuit du 25 au 26 mai 1629 par un commando protestant, sans succès. Après la prise de Privas, Richelieu ordonne de détruire Entrevaux mais heureusement ses ordres ne sont pas exécutés et seules les quatre tours son écrêtées.
Aujourd'hui, le château d'Entrevaux est une demeure privée et les visites y sont interdites.

### Église de Saint-Priest
On trouve pour la première fois le nom de Saint-Priest dans les écrits concernant l'église diocésaine de Viviers (Charta Vetus 950). Saint Priest était un évêque de Clermont, né en Auvergne au VIIe siècle. Pendant la Révolution, Saint-Priest fut débaptisée et appelée commune de la Marne parce que d'un point de vue géologique, la marne est très présente au-dessus de l'Ouvèze. Cette appellation de commune de la Marne à même donné le nom à une place du village : place des Marnes, située en face de la mairie.
Dans le village, on rencontre de nombreuses maisons de caractère avec des tuiles multicolores de style provençal.
De septembre 2014 à avril 2015, l'église de Saint-Priest fut l'objet d'une réhabilitation. La collectivité a fait appel au mécénat populaire. Celui-ci permet, pour un particulier et même une entreprise, de faire un don afin d'aider à la restauration de ce monument. Les principaux travaux qui seront réalisés sont les suivants :
- réfection de la toiture,
- création d'une issue de secours,
- suppression de l'enduit et réalisation des joints de pierre,
- remise aux normes électriques,
- création d'un point d'eau dans la sacristie.

### Monastère Saint-Michel de Charay

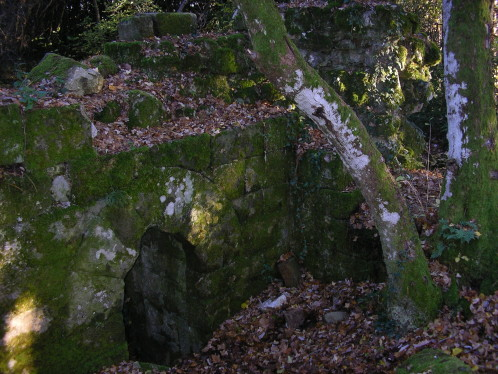
Les ruines du monastère.

En montant sur le col de l'Escrinet, on peut admirer la montagne du Charay. Charay était un couvent des chanoines réguliers de Saint-Augustin, édifié par Adhémar de Monteil, seigneur de Privas et évêque du Puy. En l'an 1000, le chapitre Notre Dame du Puy fonda le monastère de Charay qui contrôlait 22 églises dont celle de Saint-Priest. Il ne reste aujourd'hui que des ruines de ce monastère d'où l'on a une très belle vue sur le bassin Privadois et même sur la vallée du Rhône et les montagnes du Vercors. Étymologiquement, Charay pourrait signifier « charrié par les eaux ».
De dimensions modestes, l'église de Saint-Priest est une construction massive, peu élevée, assez sombre. C'est originellement un plan en rectangle prolongé par une abside semi-circulaire voûtée en cul de four, la nef est voûtée en berceau. Deux chapelles latérales - de dimensions inégales - furent rajoutées postérieurement et lui donnent actuellement un plan en croix latine. Le clocher, modeste, est en façade. La plus grande partie du mobilier religieux a disparu entre les années 1964-1978. Son style est Roman du type XIIe siècle. L'édifice très ancien à l'origine (probablement XIe ou XIIe siècle), a été en majeure partie détruit par les protestants dans la deuxième moitié du XVIe siècle.
La paroisse dépendait du monastère Saint-Michel de Charay (chanoines réguliers de Saint-Augustin - monastère fondé en l'an mil) qui domine le village. Ce monastère fut détruit aussi par les réformés (peut-être en 1578) et il n'en reste que des ruines. Le grand Prieur s'installa alors ensuite à la cure du village. Le culte ne put être assuré pendant plusieurs décennies dans l'église de Saint-Priest. Elle fut relevée au XVIIe siècle, agrandie au cours du XIXe.

## Politique et administration

### Liste des maires
| Période                                  | Période                   | Identité                   | Étiquette | Qualité                                                       |
| ---------------------------------------- | ------------------------- | -------------------------- | --------- | ------------------------------------------------------------- |
| Les données manquantes sont à compléter. |                           |                            |           |                                                               |
| mars 1971                                | 25 juin 1995              | Charles Benoît D'Entrevaux | SE        | Exploitant Agricole                                           |
| 25 juin 1995                             | mars 2001                 | Yves Chastan               | PS        | Fonctionnaire Conseiller général Suppléant de Pascal Terrasse |
| mars 2001                                | mars 2008                 | Alain Chaussignand         | DVG       | Conseiller en immobilier                                      |
| mars 2008                                | mai 2020                  | Jacques Merchat            | PS        | Retraité                                                      |
| mai 2020                                 | En cours (au 1 juin 2020) | Sandrine Chareyre          | PS        | Employée de Banquet Conseillère départementale                |

## Population et société

### Démographie
L'évolution du nombre d'habitants est connue à travers les recensements de la population effectués dans la commune depuis 1793. Pour les communes de moins de 10 000 habitants, une enquête de recensement portant sur toute la population est réalisée tous les cinq ans, les populations de référence des années intermédiaires étant quant à elles estimées par interpolation ou extrapolation. Pour la commune, le premier recensement exhaustif entrant dans le cadre du nouveau dispositif a été réalisé en 2005.

En 2022, la commune comptait 1 337 habitants, en évolution de +11,6 % par rapport à 2016 (Ardèche : +2,48 %, France hors Mayotte : +2,11 %).
| 1793 | 1800 | 1806 | 1821 | 1831 | 1836 | 1841 | 1846 | 1851 |
| ---- | ---- | ---- | ---- | ---- | ---- | ---- | ---- | ---- |
| 509  | 548  | 618  | 649  | 734  | 759  | 787  | 785  | 822  |

| 1856 | 1861  | 1866  | 1872  | 1876  | 1881  | 1886  | 1891 | 1896 |
| ---- | ----- | ----- | ----- | ----- | ----- | ----- | ---- | ---- |
| 851  | 1 103 | 1 166 | 1 140 | 1 181 | 1 251 | 1 092 | 943  | 892  |

| 1901 | 1906 | 1911 | 1921 | 1926 | 1931 | 1936 | 1946 | 1954 |
| ---- | ---- | ---- | ---- | ---- | ---- | ---- | ---- | ---- |
| 835  | 741  | 739  | 571  | 586  | 602  | 515  | 465  | 467  |

| 1962 | 1968 | 1975 | 1982 | 1990 | 1999  | 2005  | 2006  | 2010  |
| ---- | ---- | ---- | ---- | ---- | ----- | ----- | ----- | ----- |
| 481  | 486  | 550  | 749  | 968  | 1 107 | 1 174 | 1 194 | 1 275 |

| 2015  | 2020  | 2022  | - | - | - | - | - | - |
| ----- | ----- | ----- | - | - | - | - | - | - |
| 1 212 | 1 320 | 1 337 | - | - | - | - | - | - |

### Enseignement
La commune est rattachée à l'académie de Grenoble.

### Médias
La commune est située dans la zone de distribution de deux organes de la presse écrite :
- L'Hebdo de l'Ardèche

Il s'agit d'un journal hebdomadaire français basé à Valence et diffusé à Privas depuis 1999. Il couvre l'actualité de tout le département de l'Ardèche.
- Le Dauphiné libéré

Il s'agit d'un journal quotidien de la presse écrite française régionale distribué dans la plupart des départements de l'ancienne région Rhône-Alpes, notamment l'Ardèche. La commune est située dans la zone d'édition de Privas.

### Festivités et événements
- La fête des Sources : fête annuelle du village organisée généralement le dernier week-end du mois d'août. Manifestation de sensibilisation sur la nécessité de gérer et de promouvoir les ressources en eau, particulièrement riches sur la commune de Saint-Priest, elle est également un événement festif et sportif (danses, expositions, fresques géantes, concours de pétanque et de billes, jeux, spectacles, marché artisanal et gastronomique, etc.).
- La course des Sources : course pédestre qui a fêté son 18e anniversaire en 2014, organisée par l'association « Fête des Sources ».

### Sports
- ASSP 07: club de football.

## Culture locale et patrimoine

### Patrimoine religieux
- L'église Saint-Priest.

### Lieux et monuments

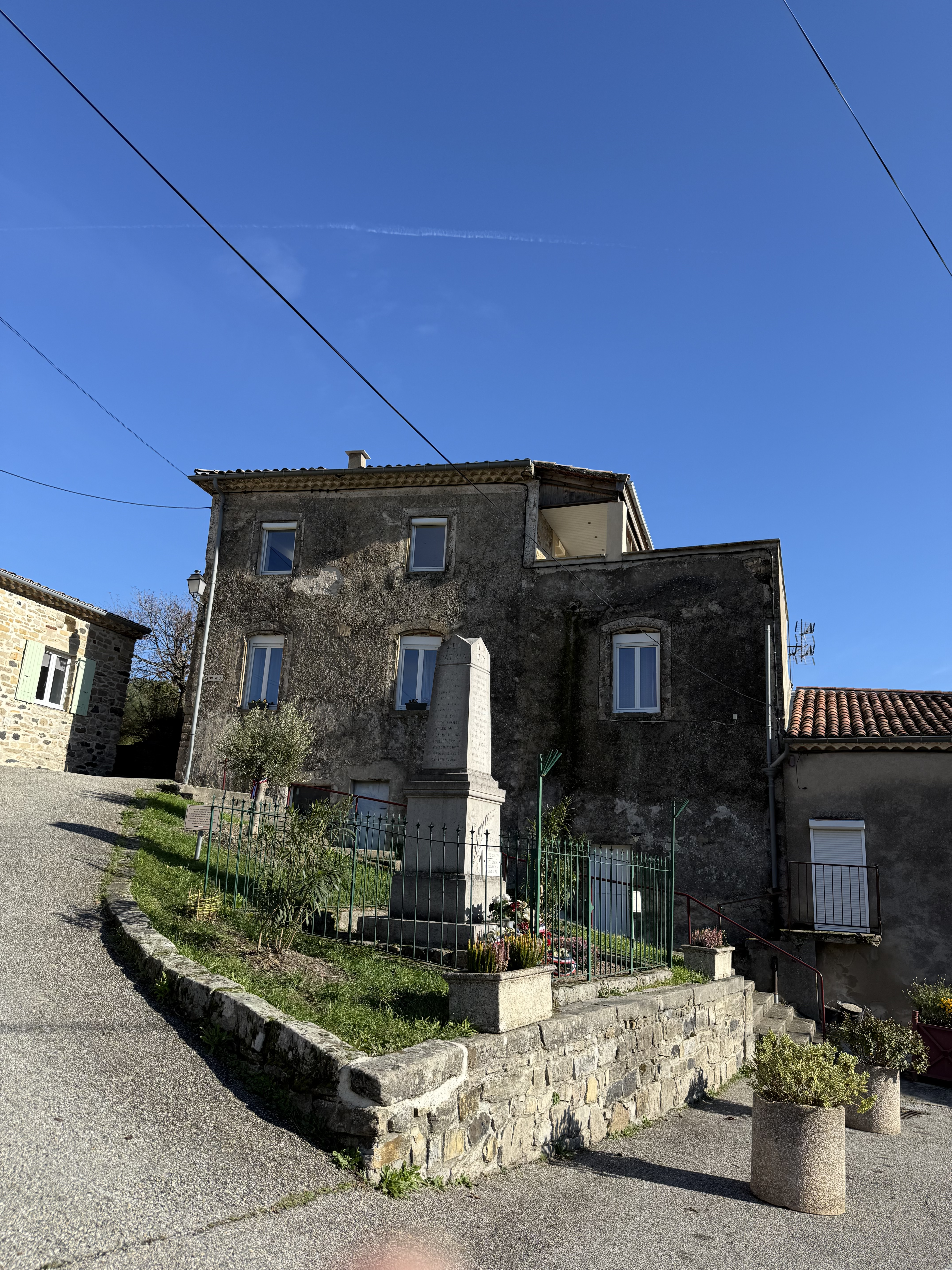
Photo du monument aux morts de Saint Priest.

- Le château d'Entrevaux, forteresse militaire du XIIIe siècle qui défendait le château de Privas et l'ancienne route de L'Escrinet ; monument historique. (2 rue Égalité à Saint-Priest).
- Les ruines d'un monastère de chanoines réguliers de Saint-Antoine sur le Mont Charay.
- Les vestiges de l'exploitation minière (deux puits de mines inscrits au patrimoine).

### Personnalités liées à la commune
- Julien François Benoît d'Entrevaux (1751-1838), député du Tiers-État aux États Généraux ,en 1789, propriétaire du château d'Entrevaux dont ses descendants ont conservé le nom.
- Valentine Benoît d'Entrevaux, écrivain français.

### Héraldique
|  | Saint-Priest (Ardèche) possède des armoiries dont l'origine et le blasonnement exact ne sont pas disponibles. |